# Konrad August von Brasch
Conrad August von Brasch (* 22. Februar 1820 in Dorpat; † 3. April 1884 ebd.) war ein deutsch-baltischer Adliger, Landespolitiker  und Landrat im Gouvernement Livland.

## Leben

### Herkunft und Familie
Conrad August stammte aus der deutschbaltischen Adelsfamilie von Brasch, welche ungefähr seit 1770 in Livland ansässig war. Sein Vater war der Gerichtsassessor Konrad Siegmund von Brasch (1779–1835), der mit Alexandrine Gräfin von Dücker (1786–1846) verheiratet war. Conrad August heiratete 1842 Sophie von Krüdener (1822–1891), diese Ehe war kinderlos.

### Werdegang
Seine Erziehung und Schulbildung vollzog sich in der „Krümmerschen Anstalt“ in Werro. Von 1838 bis 1841 studierte er an der Kaiserlichen Universität Dorpat Rechtswissenschaft und bekleidete ab 1842 das Amt eines Adjunkten am Ordnungsgericht in Dorpat. Zu seinem Besitz gehörte ab 1845 das Gut Aya, welches er 1878 als Familienfideikommiss stiftete. Von 1845 bis 1846 war er Kirchspielrichter und von 1848 bis 1851 war er stellvertretender Kirchspielrichter und Kirchenvorsteher. Als Kreisdeputierter für die Kreise Dorpat und Werro war er von 1860 bis 1866 abgeordnet. Er galt als ein konservativer Landespolitiker und war von 1867 bis 1870 livländischer Landrat.